# Юные защитники Родины (музей)
«Юные защитники Родины» — военно-исторический музей в Курске.
Курский военно-исторический музей «Юные защитники Родины» — единственный российский государственный музей подобного рода и является главным центром по сохранению и научному исследованию культурно-исторического наследия военной поры и судеб воевавших детей и подростков.

## История и деятельность
Музей был открыт с 23 февраля 1977 года — в День Советской Армии и Военно-Морского Флота, в год 55-летия установления этого праздника в СССР, по решению руководства Курского завода тракторных запасных частей им. 50-летия СССР в Доме культуры КЗТЗ. 17 января 1991 года он стал филиалом областного краеведческого музея.
Фонды музея начали комплектоваться с мая 1963 года под руководством фронтовика, ветерана Великой Отечественной войны — Рябовой Клары Александровны (1915—1990). Именно в Курске в 1963 году Кларой Рябовой было положено начало поиску юных защитников Родины в СССР. Она организовала работу так, что музей «Юные защитники Родины» стал Международным поисковым центром. Было найдено более 10 тысяч сыновей и дочерей полков. 
Фонды музея насчитывают почти 30 тысяч предметов, более 25 тысяч публикаций газет и журналов о юных защитниках Родины, более двух тысяч редких книг с очерками о детях войны. Его экспозиционная площадь составляет 100 м². За годы существования музей посетили делегации из 32 стран мира, в том числе США, Японии, Италии, Кореи, Дании, Швейцарии, Польши, Германии, Англии, Монголии и других. К услугам посетителей — постоянная экспозиция «Детство, опалённое войной», проводятся выездные лекции, кинолектории, экскурсии, музейные занятия, работают более десяти передвижных выставок.
Музей «Юные защитники Родины» более 30 лет проводит Международные конференции и встречи бывших юных участников Великой Отечественной войны из разных регионов России, стран СНГ, ближнего и дальнего зарубежья. Силами музея изданы восемь сборников конференций, шесть буклетов о музее и его выставках, фотоальбомы, путеводители, календари.
Ежегодно военно-исторический музей «Юные защитники Родины» посещают более 35 000 посетителей. Его график работы: понедельник — воскресенье с 9-00 до 17-30. Последний четверг каждого месяца — санитарный день.  1 июня 2022 года музей переехал в библиотеку им. Н. Н. Асеева по адресу: город Курск, улица Ленина, д. 49. 
Заведующая музеем — Холтобина Лариса Семёновна, Генеральный директор — Пушкарев Олег Александрович.